# Опел кадет
Опел кадет је аутомобил ниже средње класе немачког произвођача аутомобила Опела, који се производио у 5 генерација до 1991. године. Првобитни модел Опел кадета се производио од 1937. до 1940, а затим поново од 1962. до 1991. (кабрио 1993), када га је заменила Опел астра.

## Историјат
Произведено је пет генерација (серија) овог аутомобила:
- Опел кадет А производио се од 1962. до 1965. године.
- Опел кадет Б се у производњи задржао од 1965. до 1973. године.
- Опел кадет Ц се производио од 1973. до 1979. године.
- Опел кадет Д се производио од 1979. до 1984. године.
- Опел кадет Е се производио од 1984. до 1991. године.

### Опел кадет Ц (1973–1979)
Иако су сви кадети били засновани на истој основи, са истом шасијом и вешањем, они су се производили са два опсега мотора. Велики број модела, који је заузео добар део тржишта, покретао је један од два мања мотора са 993 cc или 1196 cc. С друге стране произведен је ограничен број примерака купеа високих перформанси са јачим моторима од 1897 и 1979 cc и Бошовим системом убризгавања горива. Поред наведених, значајно скупљи спортски модели са 2-литарским моторима, који су били пандан Форд ескорту RS2000, имали су уграђене потпуно другачије моторе, мењач и кочнице.
Основна верзија кадета је премијерно представљена у Немачкој на јесен 1973. Сви типови су имали исти стил предњег дела (који незнатно мењао током године), ветробранско стакло и предња врата, док су постојале четири различите врсте каросерије, седан са двоја и четвора врата, фастбек купе са двоја и хечбек са троја врата, као и караван са 3 врата.
| Бензински мотор | Бензински мотор | Бензински мотор | Бензински мотор | Бензински мотор   | Бензински мотор | Бензински мотор |
| Тип             | Радна запремина | Снага           | Обртни момент   | Максимална брзина | Убрзање 0-100   |                 |
| --------------- | --------------- | --------------- | --------------- | ----------------- | --------------- | --------------- |
| [ 2 ]           | 1196 cm³        | 38 @ 5600       | 78.5 @ 3400     | 135 km/h          | 20 s            |                 |
| [ 3 ]           | 1584 cm³        | 55 @ 5200       | 113 @ 3800      | 158 km/h          | 13              |                 |
| [ 4 ]           | 1196 cm³        | 44 @ 5400       | 88.3 @ 2600     | 142 km/h          | 17.5            |                 |
| карав.          | 1196 cm³        | 44 @ 5400       | 88.3 @ 2600     | 142 km/h          | 17.5            |                 |
| 1200            | 1196 cm³        | 40.5 @ 5400     | 83.5 @ 3400     | 136 km/h          | 19              |                 |
| [ 7 ]           | 1979 cm³        | 84.5 @ 5600     | 162 @ 3000      | 190 km/h          | 8.5             |                 |
| [ 8 ]           | 1979 cm³        | 81 @ 5400       | 162 @ 3400      | 189 km/h          | 9.5             |                 |

### Опел кадет Д (1979–1984)
Опел кадет Д је модел четврте генерације кадета, представљен 1979. године. Верзија у Уједињеном Краљевству је приказана у априлу 1980, под именом Воксол астра Мк.1 (енгл. Vauxhall Astra Mk.1). Произведен је у хечбек и караван варијанти са троје или петоро врата. А недуго потом се појављују седан са двоја и четвора врата, произведени на основи хечбек купеа, али је производња ових варијанти убрзо обустављена. Кадет Е је био први аутомобил Џенерал моторса, који је имао погон на предњим точковима. Мотори аутомобила ове генерације су имали радне запремине од 1300 cc и 1600 cc. Каснија верзија долази са мотором од 1800 кубика, који је био уграђен у модел кадет GTE.
| Бензински мотор             | Бензински мотор | Бензински мотор | Бензински мотор | Бензински мотор   | Бензински мотор | Бензински мотор |
| Тип                         | Радна запремина | Снага           | Обртни момент   | Максимална брзина | Убрзање 0-100   | Комб. потрошња  |
| --------------------------- | --------------- | --------------- | --------------- | ----------------- | --------------- | --------------- |
| [ 9 ]                       | 1196 cm³        | 39 @ 5400       | 82 @ 3600       | 140 km/h          | 18.5 s          | 8.7             |
| [ 10 ]                      | 1297 cm³        | 44 @ 5800       | 94 @ 3400       | 156 km/h          | 15.5            | 8.3             |
| [ 11 ]                      | 1297 cm³        | 55 @ 5800       | 99 @ 3800       | 158 km/h          | 13.5            | 7.9             |
| војаж                       | 1297 cm³        | 55 @ 5800       | 101 @ 4200      | 157 km/h          | 13.5            | 7.9             |
| [ 13 ]                      | 1796 cm³        | 84.5 @ 5800     | 151 @ 4800      | 191 km/h          | 9.5             | 8.1             |
| Дизел (четворотактни) мотор |                 |                 |                 |                   |                 |                 |
| [ 14 ]                      | 1598 cm³        | 40 @ 4600       | 96 @ 2400       | 145 km/h          | 18.5            | 6.4             |

### Опел кадет Е (1984–1991)
Опел кадет Е „суза“ се појавио 1984. године као наследник претходног модела од којег се доста разликовао. При конструкцији, доста рачуна се водило о аеродинамици те отуда и такав заобљени изглед сузе (отуда надимак суза). Пета генерација кадета, има коефицијент вуче од свега CD 0,39, што је чини једним од најаеродинамичнијих компактних аутомобила, те му је то и већ поменути дизајн, 1985. године донело титулу аутомобила године. Занимљиво је поменути да је за развој овог модела потрошена 1,5 милијарда немачких марака и пре серијске производње је пређено 6,5 милиона километара пробне вожње.
Производио се у више каросеријских облика и пакета опреме. Облици каросерије су: модел са троја и петора врата, лимузина са четвора врата и караван верзија. Кабрио модел се појавио 1987. за чији дизајн је заслужан италијански студио Бертоне из Торина. Пакети опреме су: LS, GL, GLS, GT и најпознатији GSI. Већ тада је имао сва четири ел.подизача, ел.ретровизоре са грејачима, грејаче седишта, борд компјутер, док је караван имао и пнеуматско вешање позади. Каснији модели су имали и АБС и серво, а постојала је и опција доплате за аутоматски мењач, али само за моторе 1.3 и 1.6.
Мануелни мењачи су били са четири и пет степени преноса, али је пети степен био економик, тј. максимална брзина се достизала у четвртом степену преноса, а пета је служила само за одржавање исте и смањења потрошње. Спортски модели GT и GSI су имали нормалне петостепене мењаче.
У Уједињеном Краљевству се производио под именом Воксол астра (Mark 2) и тамо се кадет Е није званично продавао. У Бразилу је лансиран као „Шевролет кадет“, док је караван са троја (касније и са петора) врата назван „Шевролет ипанема“. Производња у Бразилу је започета априла 1989, а ипанема је уведена октобра исте године. У ове моделе су били уграђивани бензински мотори од 1,8 и 2,0 литара. У Јужноафричкој Републици Опел кадет Е се појавио са лимитираном серијом тркачких аутомобила, и израђено је око 500 примерака што је био потребан минимум са којим се остварило учешће у тркама групе N. У СФРЈ се производио у погонима ИДА Опел под ознаком IDA Kadett. Кадет Е се производио до 1992. године, с тим што је производња модела са 3.4.5 врата и караван престала 1991, а до средине 1992. се производио само кабрио модел. За 7 година производње, кадет Е је продат у импресивних 7,2 милиона примерака.
| Бензински мотор             | Бензински мотор | Бензински мотор | Бензински мотор | Бензински мотор   | Бензински мотор | Бензински мотор |
| Тип                         | Радна запремина | Снага           | Обртни момент   | Максимална брзина | Убрзање 0-100   | Комб. потрошња  |
| --------------------------- | --------------- | --------------- | --------------- | ----------------- | --------------- | --------------- |
| [ 18 ]                      | 1196 cm³        | 40.5 @ 5600     | 84 @ 3600       | 155 km/h          | 16.5 s          | 6.6             |
| [ 19 ]                      | 1297 cm³        | 44 @ 5800       | 94 @ 3400       | 160 km/h          | 15              | 7.2             |
| 5 степ.                     | 1297 cm³        | 44 @ 5800       | 94 @ 3400       | 160 km/h          | 15              | 7               |
| 5 степ.                     | 1297 cm³        | 55 @ 5800       | 101 @ 4200      | 170 km/h          | 13.5            | 6.8             |
| [ 22 ]                      | 1297 cm³        | 55 @ 5800       | 101 @ 4200      | 170 km/h          | 13              | 6.9             |
| 5 степ.                     | 1297 cm³        | 55 @ 5800       | 101 @ 4200      | 170 km/h          | 13              | 6.8             |
| [ 24 ]                      | 1297 cm³        | 55 @ 5800       | 101 @ 4200      | 170 km/h          | 13.5            | 6.9             |
| [ 25 ]                      | 1598 cm³        | 60 @ 5400       | 130 @ 2600      |                   |                 | 6.8             |
| карав.                      | 1196 cm³        | 40.5 @ 5600     | 84 @ 3600       | 150 km/h          | 17.5            | 7.1             |
| карав. 5 степ.              | 1297 cm³        | 55 @ 5800       | 101 @ 4200      | 166 km/h          | 14              | 7               |
| карав.                      | 1297 cm³        | 55 @ 5800       | 101 @ 4200      | 166 km/h          | 14              | 7.2             |
| [ 29 ]                      | 1796 cm³        | 85 @ 5800       | 151 @ 4800      | 203 km/h          | 9               | 8               |
| [ 30 ]                      | 1998 cm³        | 115 @ 6000      | 207 @ 4800      | 217 km/h          | 7.7             | 7.4             |
| Воксол астра                | 1796 cm³        | 82 @ 5600       | 158 @ 3000      | 195 km/h          | 9.3             | 7.7             |
| Воксол астра                | 1998 cm³        | 95 @ 5600       | 180 @ 4600      | 206 km/h          | 8.5             | 7.7             |
| Дизел (четворотактни) мотор |                 |                 |                 |                   |                 |                 |
| [ 33 ]                      | 1598 cm³        | 40.5 @ 4600     | 96 @ 2400       | 152 km/h          | 19.5            | 6.1             |
| [ 34 ]                      | 1598 cm³        | 40.5 @ 4600     | 96 @ 2400       | 150 km/h          | 19              | 5.9             |
| карав.                      | 1598 cm³        | 40 @ 4600       | 96 @ 2400       | 147 km/h          | 21              | 6               |
| карав. 5 степ.              | 1598 cm³        | 40 @ 4600       | 96 @ 2400       | 147 km/h          | 21              | 5.7             |